# Église Saint-Jacques de Belluire
L'église Saint-Jacques de Belluire est une église de style roman saintongeais située à Belluire en Saintonge, dans le département français de la Charente-Maritime en région Nouvelle-Aquitaine.

## Localisation
L'église est située dans le département français de la Charente-Maritime, sur la commune de Belluire.

## Description
L'église paroissiale Saint-Jacques est romane des XIIe et XIIIe siècles. Construite sur la route du pèlerinage de Saint-Jacques de Compostelle, elle se trouve sur une terrain en pente et a de nombreux contreforts. Son abside fut en cul-de-four mais est aujourd'hui terminée par un chevet plat. Sa voûte du XIVe siècle en pierre a disparu. Elle est surmontée par un campanile qui est animé par une cloche de 1768. Son porche est composé d'un portail en plein cintre a quatre voussures.
Elle est dédiée à Jacques le Majeur.

## Protection
Elle est classée monument historique depuis 1973.

## Galerie

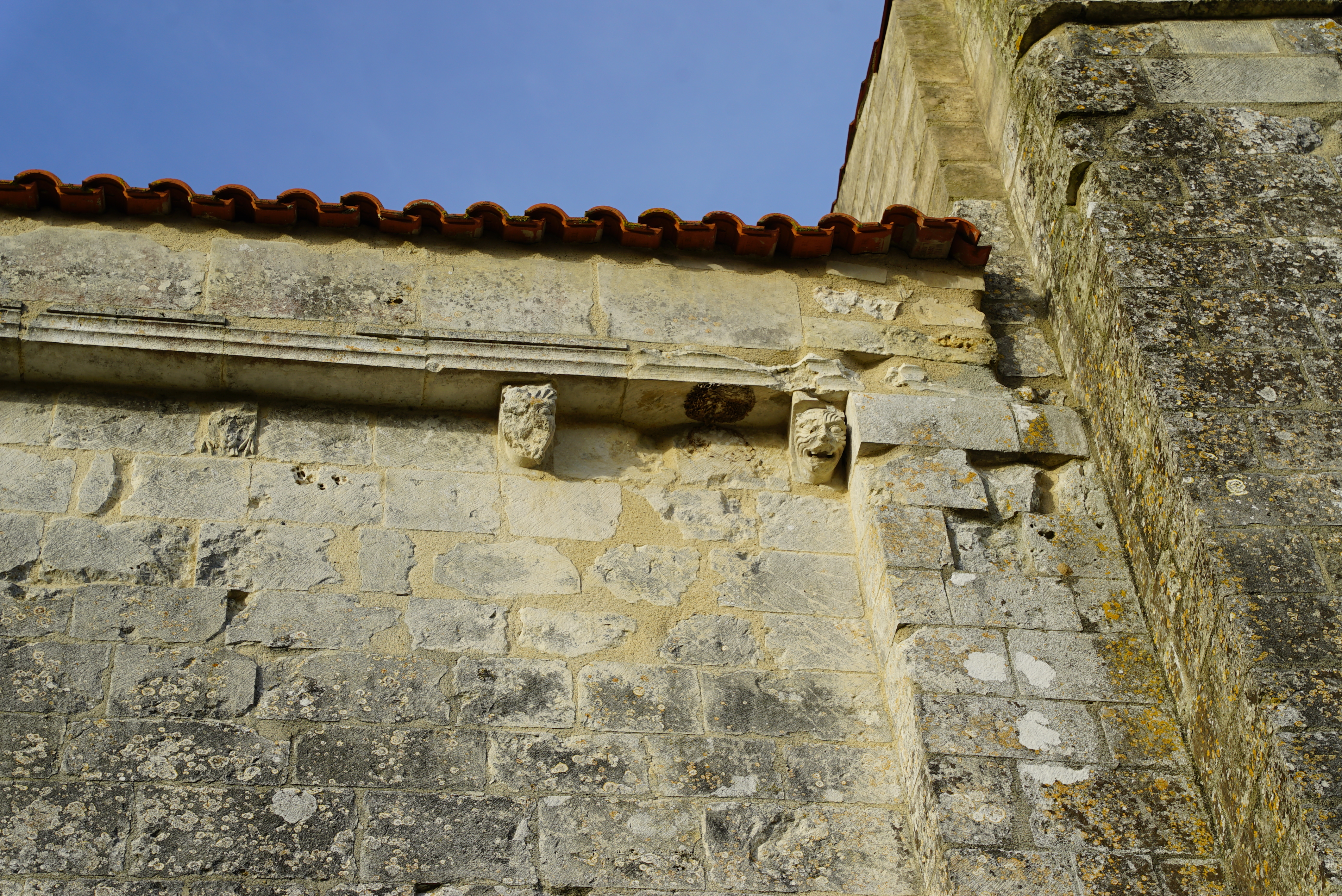
Modillons.
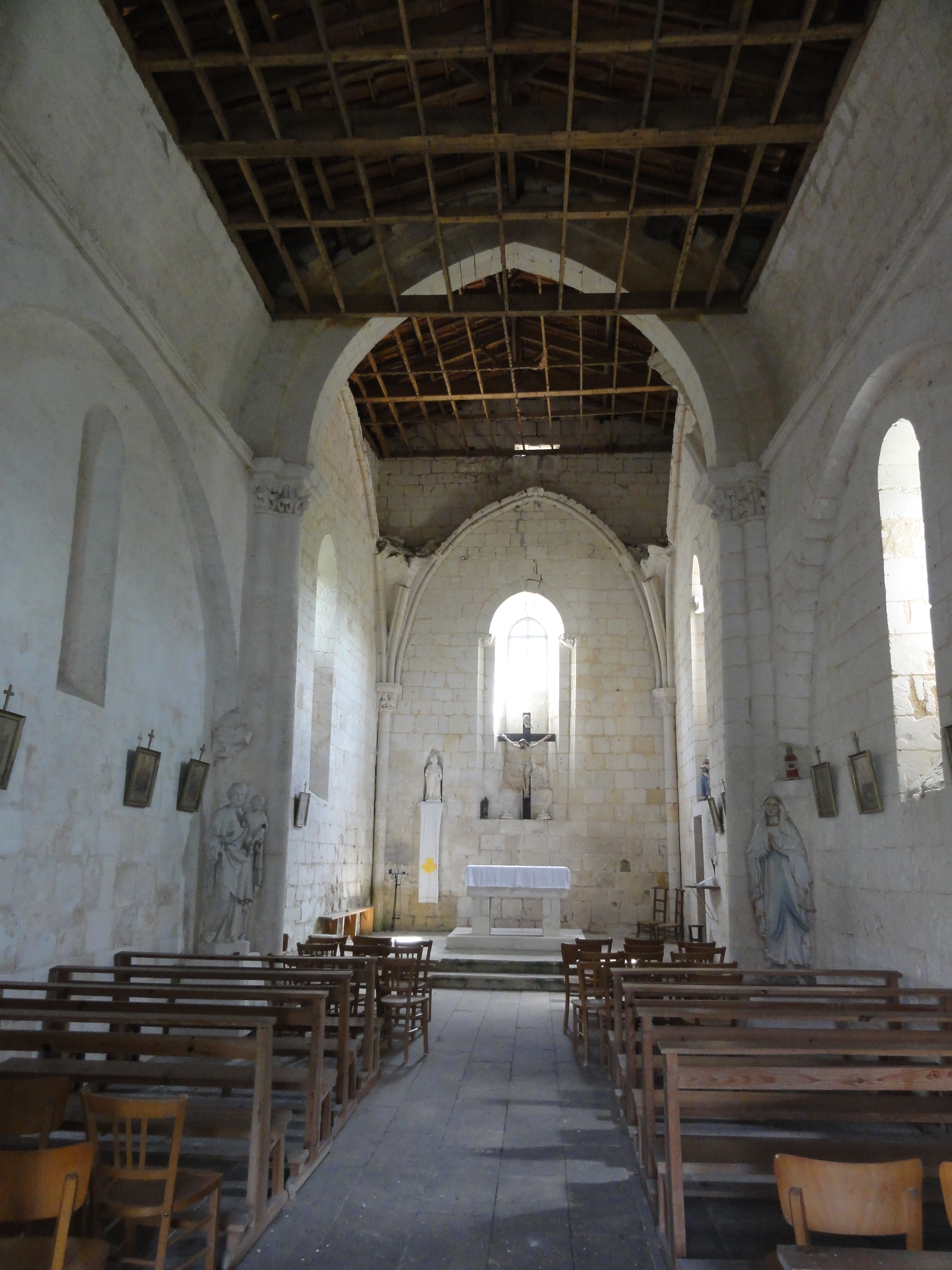
L'intérieur.
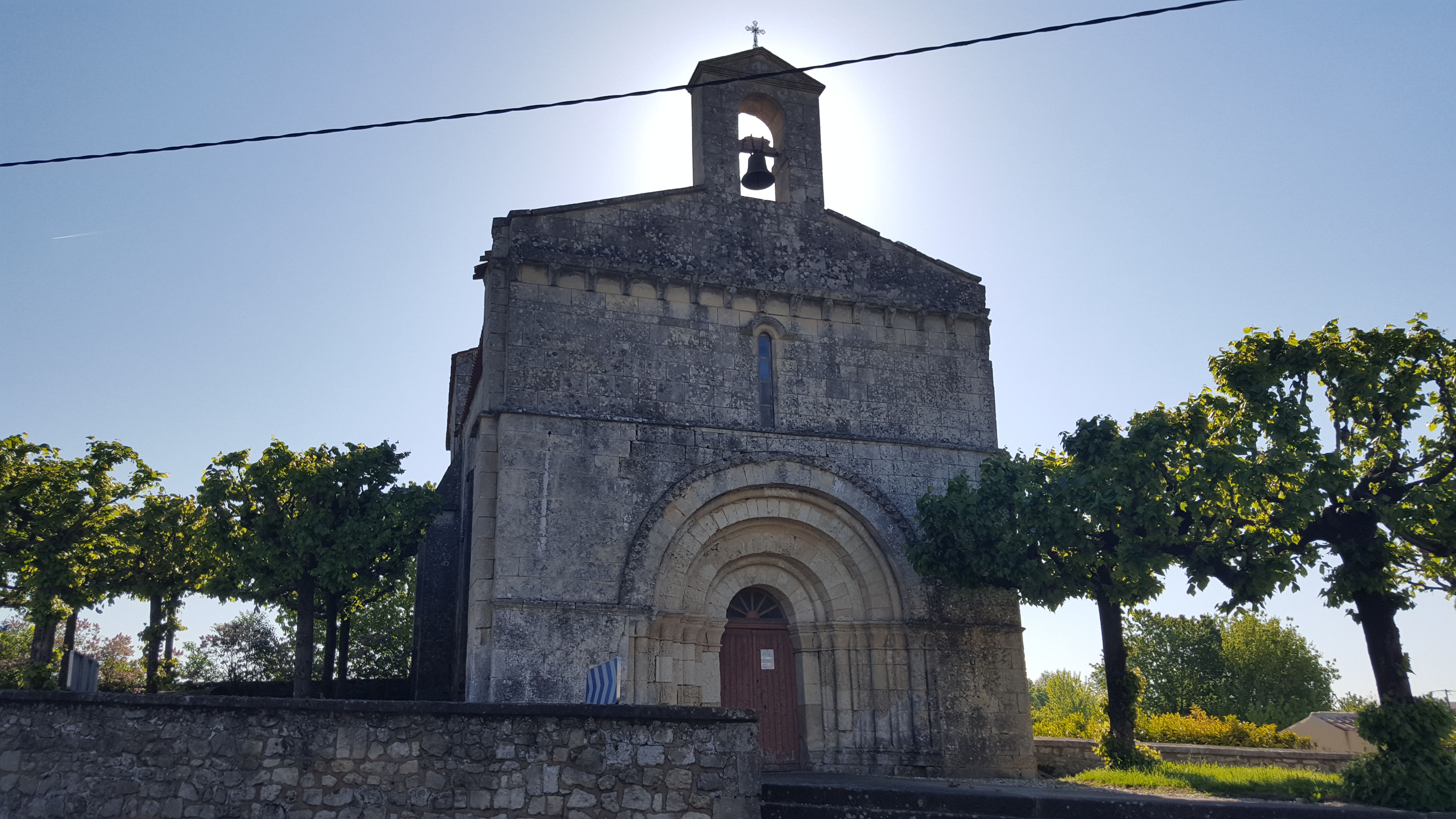
Vue de la route,
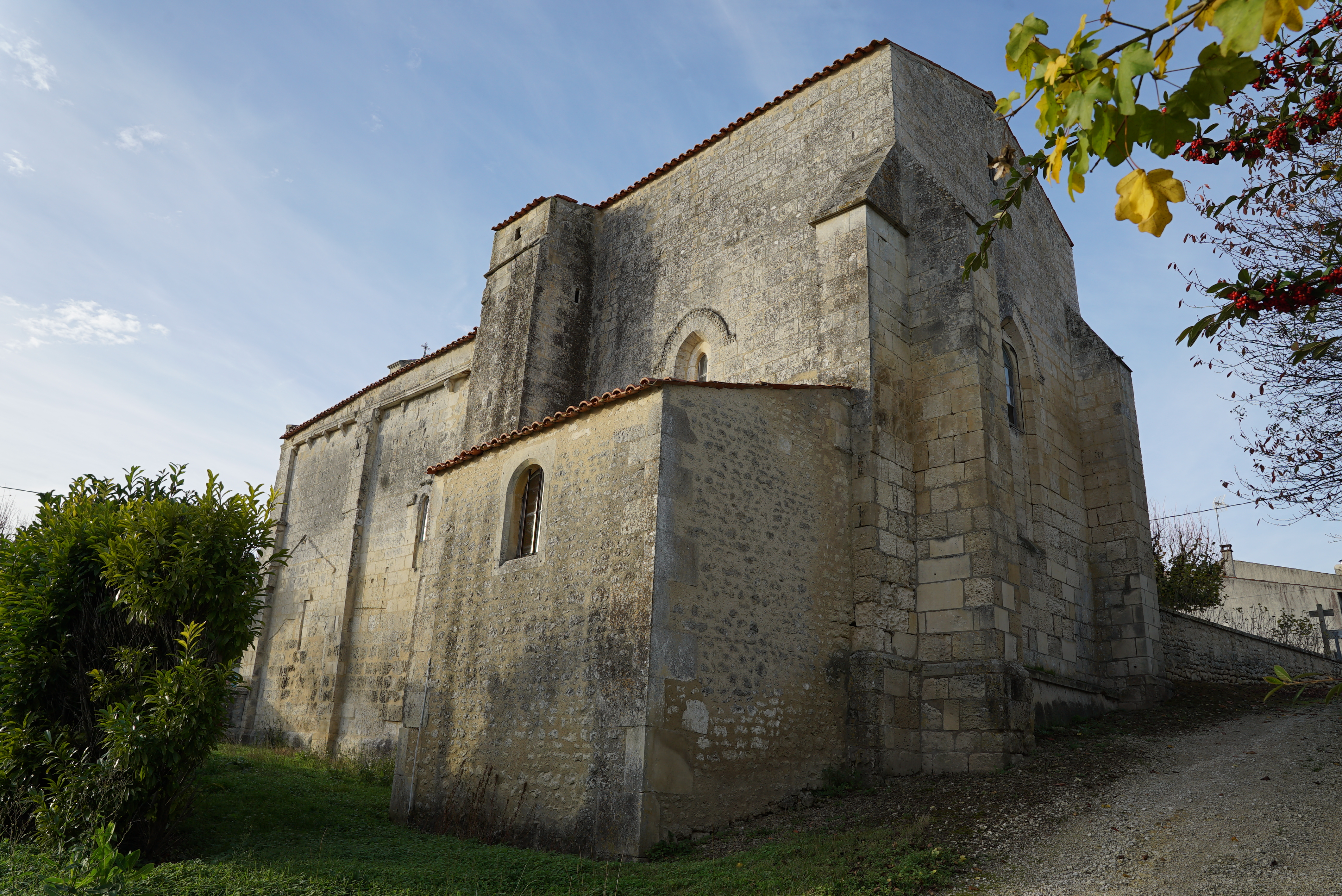
chevet plat.